# Skylanders
Pour le premier épisode de la série, voir Skylanders: Spyro's Adventure.
Skylanders est une série de jeux vidéo d'action-aventure éditée par Activision. De 2011 à 2016, un nouvel épisode sort chaque année avec un tout nouveau genre de figurine géantes comme dans Skylanders: Giants, ou interchangeables comme dans Skylanders: Swap Force. La franchise, qui connaît un grand succès, était la toute première à créer le genre de jeux « jeux / jouets » similaire à amiibo, Lego Dimensions ou encore Disney Infinity. En 2014, IDW annonce la création de bande dessinée fondée sur le jeu vidéo. Le 25 octobre 2016, une série télévisée du nom de Skylanders Academy voit le jour sur Netflix mettant en vedette Spyro, Stealth Elf et bien d'autres. La série est dérivée de Spyro the Dragon, qui est lui-même un Skylander dans la saga.

## Historique
Le premier jeu de la série, Skylanders: Spyro's Adventure, sort en 2011.
Pour la première fois depuis le lancement de la série, Skylanders n'a pas droit à son épisode annuel en 2017, la faute à un marché des « jouets vidéo » trop saturé selon Eric Hirshberg, PDG de Activision.

### Scénario
Skylanders se déroule dans un univers fictif sans limites ni fin connue du nom de "Skylands" protégé par des Maîtres du portail (de puissants sorciers capables de voyager dans le temps et l'espace) et par des héros légendaires du nom de Skylanders qui veillent à conserver la paix et l'équilibre face à une puissance maléfique nommée "Kaos".
Kaos un sorcier et haut dignitaire de l'armée des Ténèbres fait donc détruire le cœur de lumière (machine protectrice des Skylands), il tue le gardien de la citadelle et dernier grand maître du portail, puis bannit les Skylanders dans un autre univers, la Terre, où ils sont figés sous la forme de jouets.

## Liste des jeux

### Jeux principaux
- 2011 : Skylanders: Spyro's Adventure
- 2012 : Skylanders: Giants
- 2013 : Skylanders: Swap Force
- 2014 : Skylanders: Trap Team
- 2015 : Skylanders: SuperChargers
- 2016 : Skylanders: Imaginators

### Jeux dérivés
Les jeux dérivés sont sortis sur mobiles :
- 2012 : Skylanders: Cloud Patrol
- 2012 : Skylanders: Lost Islands
- 2012 : Skylanders: Battlegrounds
- 2016 : Skylanders: Battlecast
- 2018 : Skylanders: Ring of Heroes

### Jeu sur internet
- 2011 : Skylanders: Spyro's Universe

## Ventes
Skylanders est l'un des plus gros succès d'Activision. En 2014, la franchise avait rapporté plus de 2 milliards de dollars

## Dans d'autres médias

### Série animée
Activision Blizzard Studio annonce une série de télévision Skylanders sous le nom de Skylanders Academy. La série débute en 2016 sur Netflix.

### Livres
| Titre                                                                                            | Détails |
| ------------------------------------------------------------------------------------------------ | --- |
| Skylanders Universe: The Machine of Doom 2012 - Broché, relié, numérique                         | - Initialement intitulé Skylanders: Spyro's Adventure: The Machine of Doom. - Écrit par Onk Beakman, édité par Activision. - Sert de préquelle au jeu vidéo Skylanders: Spyro Adventure. |
| Skylanders Universe: Spyro versus the Mega Monsters 2013 - Broché, relié, numérique              | - Écrit par Onk Beakman, édité par Activision. - Suite directe de Skylanders Universe: The Machine of Doom.                                                                              |
| Skylanders Universe: Gill Grunt and the Curse of the Fish Master 2013 - Broché, relié, numérique | - Écrit par Onk Beakman, édité par Activision. |
| Skylanders Universe: Lightning Rod Faces the Cyclops Queen 2013 - Broché, relié, numérique       | - Écrit par Onk Beakman, édité par Activision. |